# Pierins
Els pierins (Pierinae) són una subfamília lepidòpters papilionoïdeus de la família dels pièrids (Pieridae). Inclou 57 gèneres i més de 700 espècies.

## Tribus
La subfamília Pierinae inclou tres tribus:
- Anthocharini
- Pierini
- Colotini

## Espècies de la península Ibèrica i Balears
- Anthocharis cardamines
- Anthocharis euphenoides
- Aporia crataegi
- Colotis evagore
- Euchloe bazae
- Euchloe belemia
- Euchloe crameri
- Euchloe simplonia
- Euchloe tagis
- Pieris brassicae
- Pieris ergane
- Pieris mannii
- Pieris napi
- Pieris rapae
- Pontia callidice
- Pontia daplidice
- Zegris eupheme

## Galeria

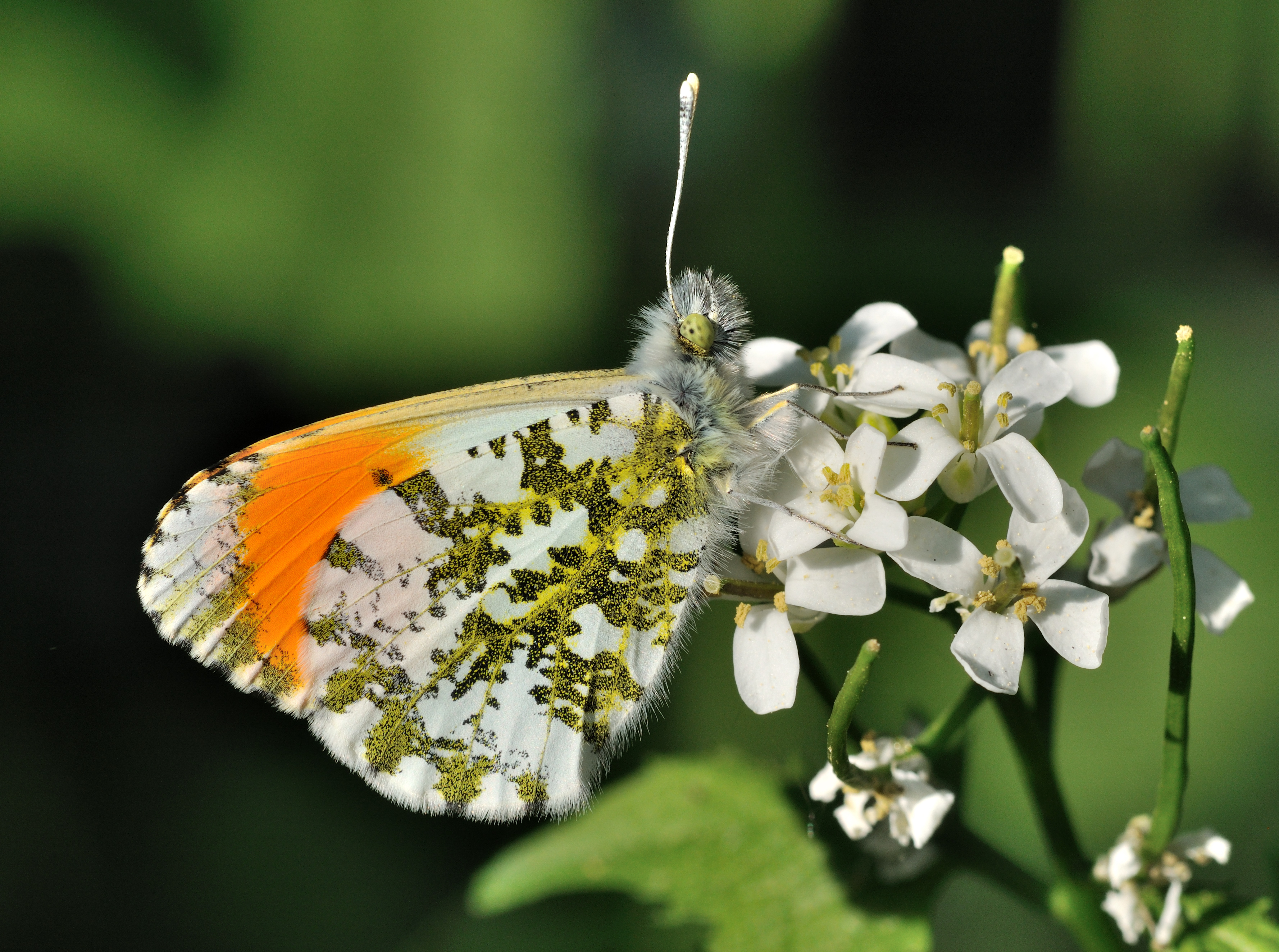
Anthocharis cardamines
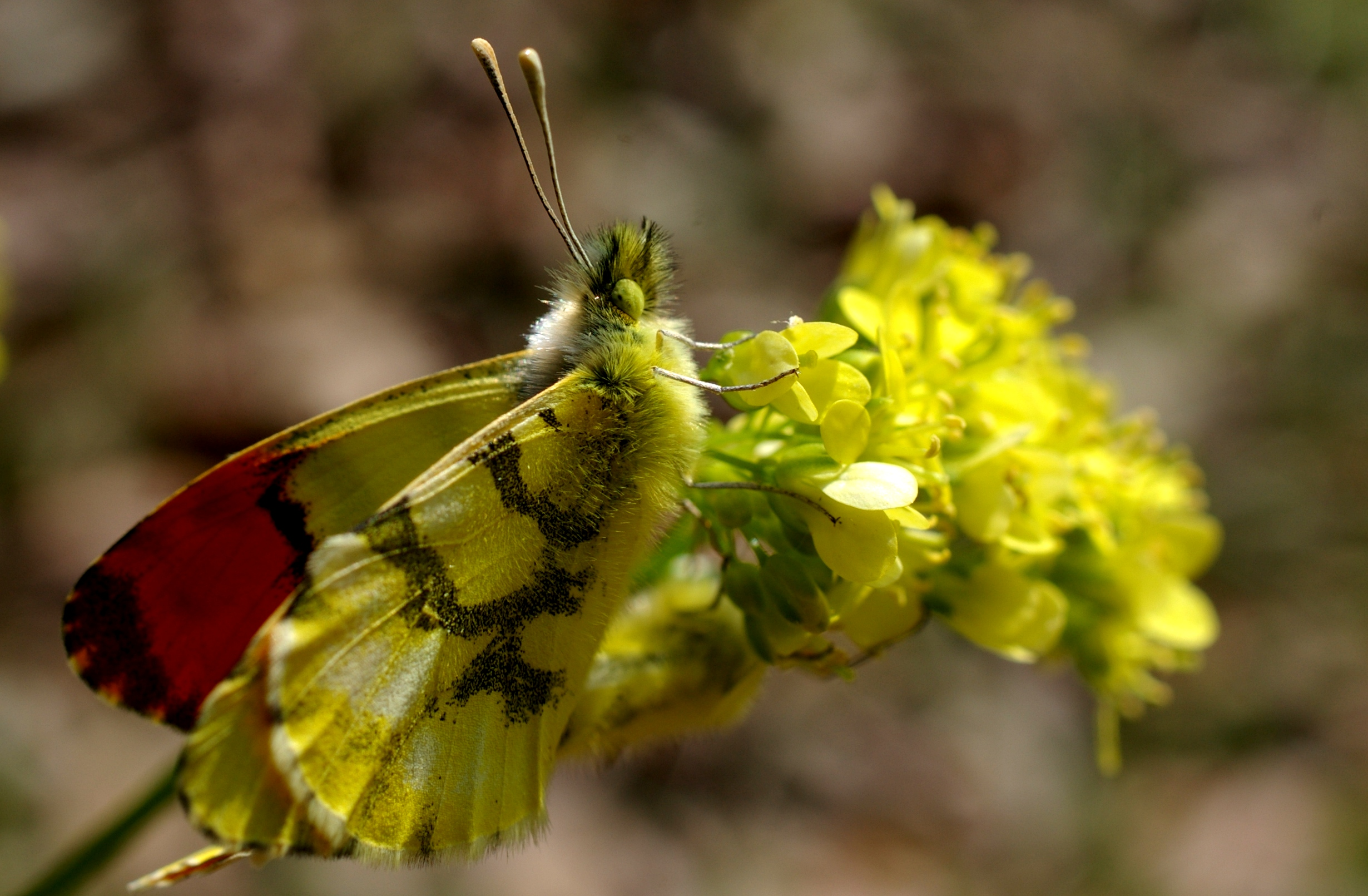
Anthocharis euphenoides
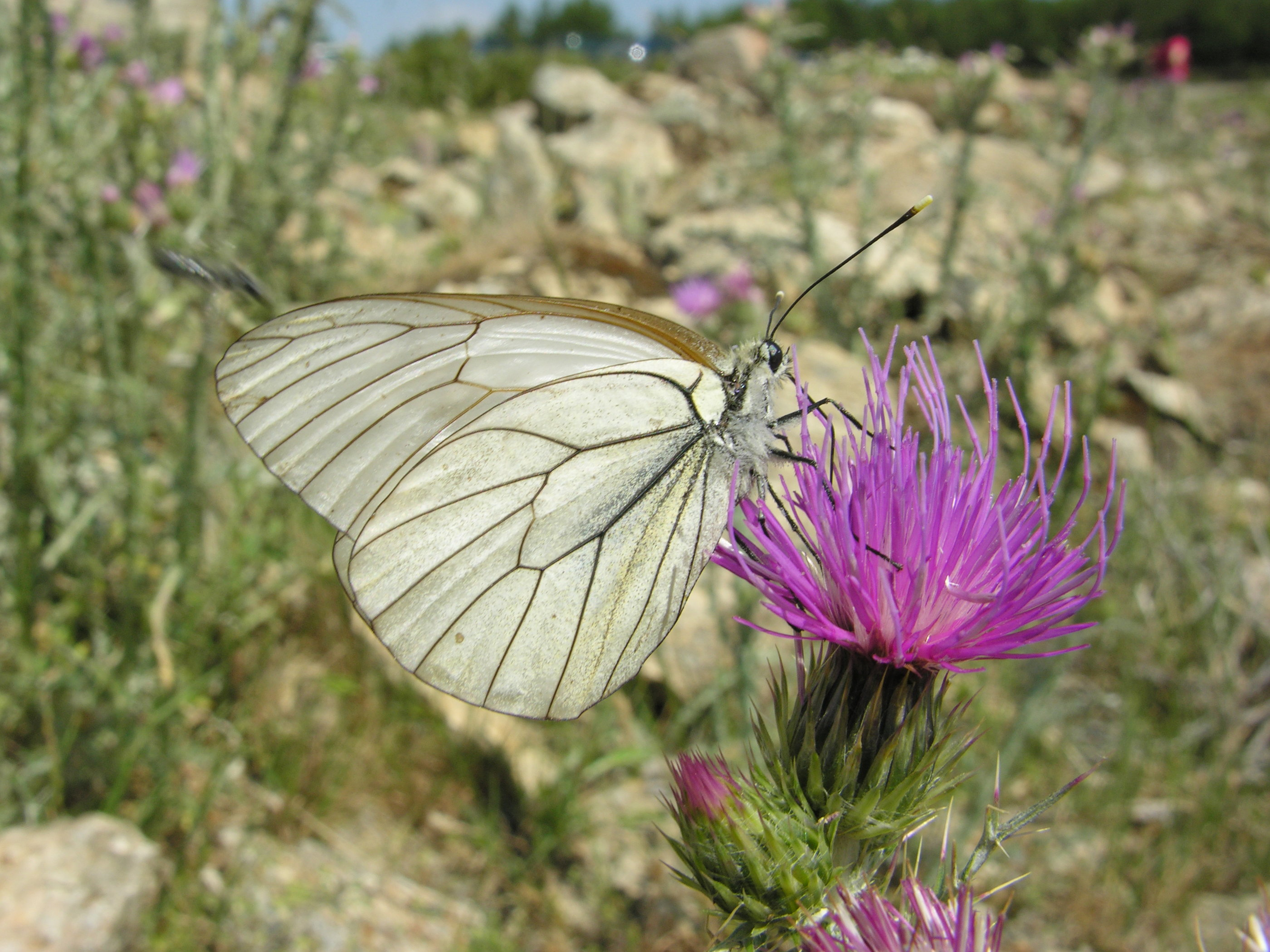
Aporia crataegi
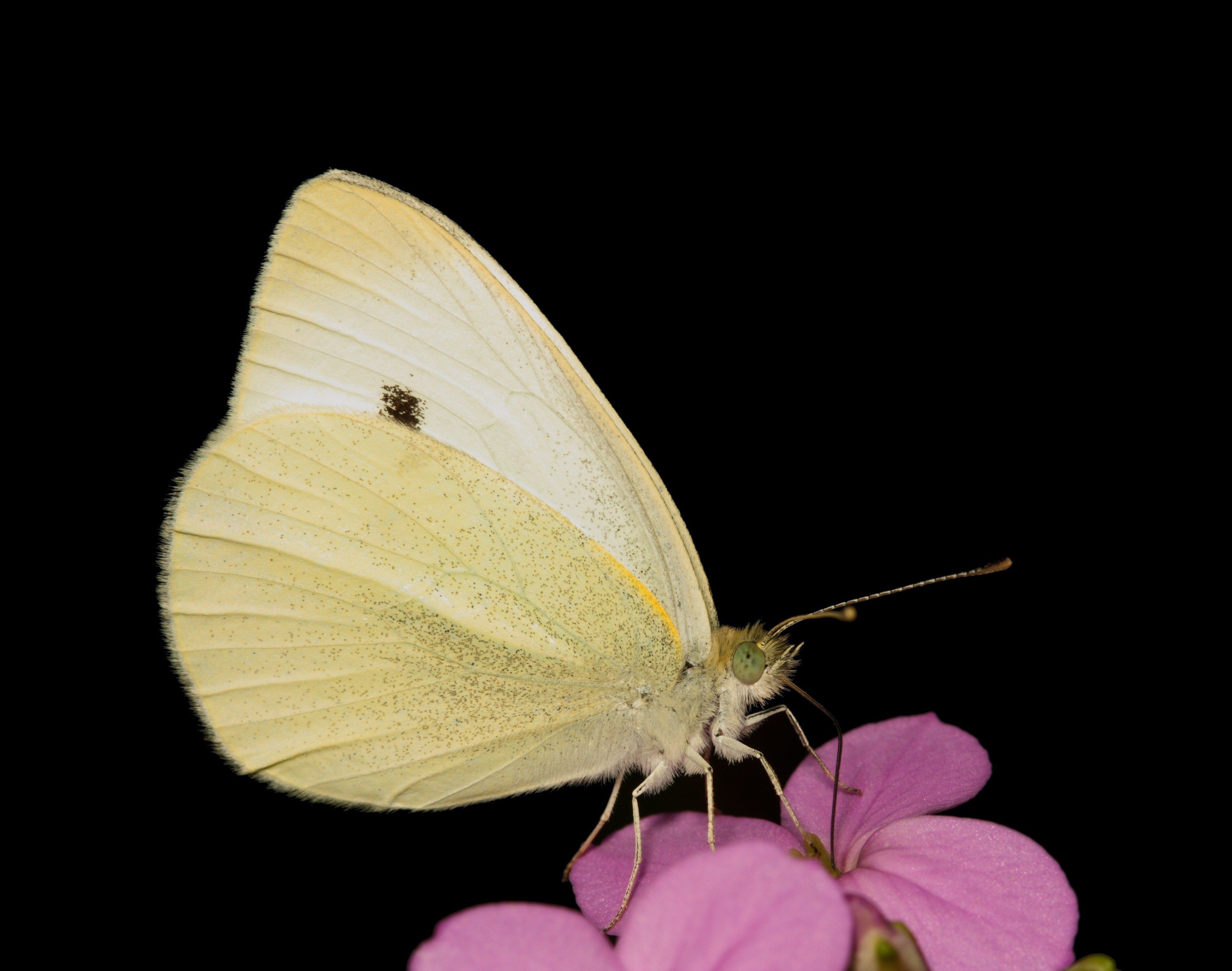
Pieris rapae
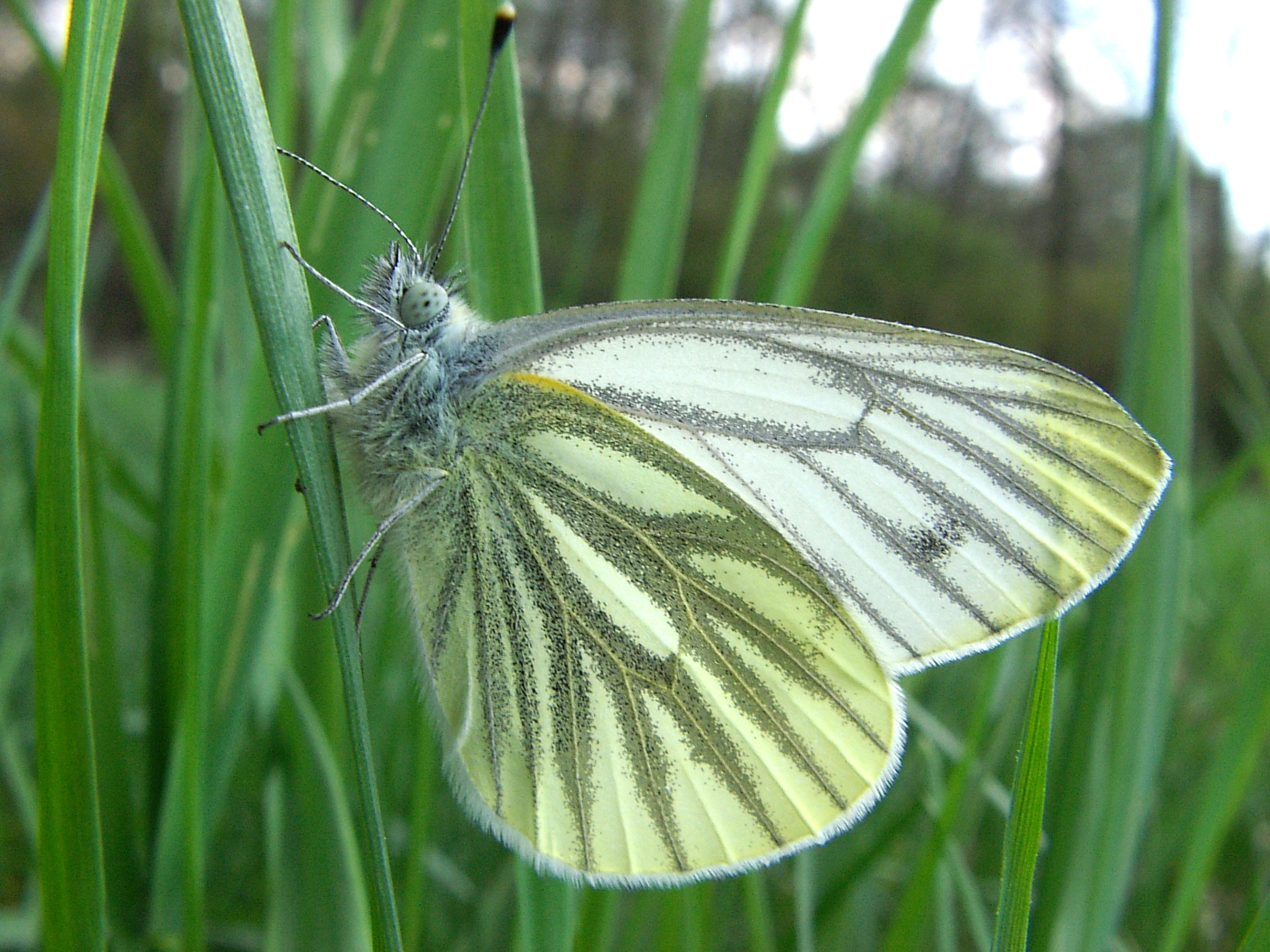
Pieris napi
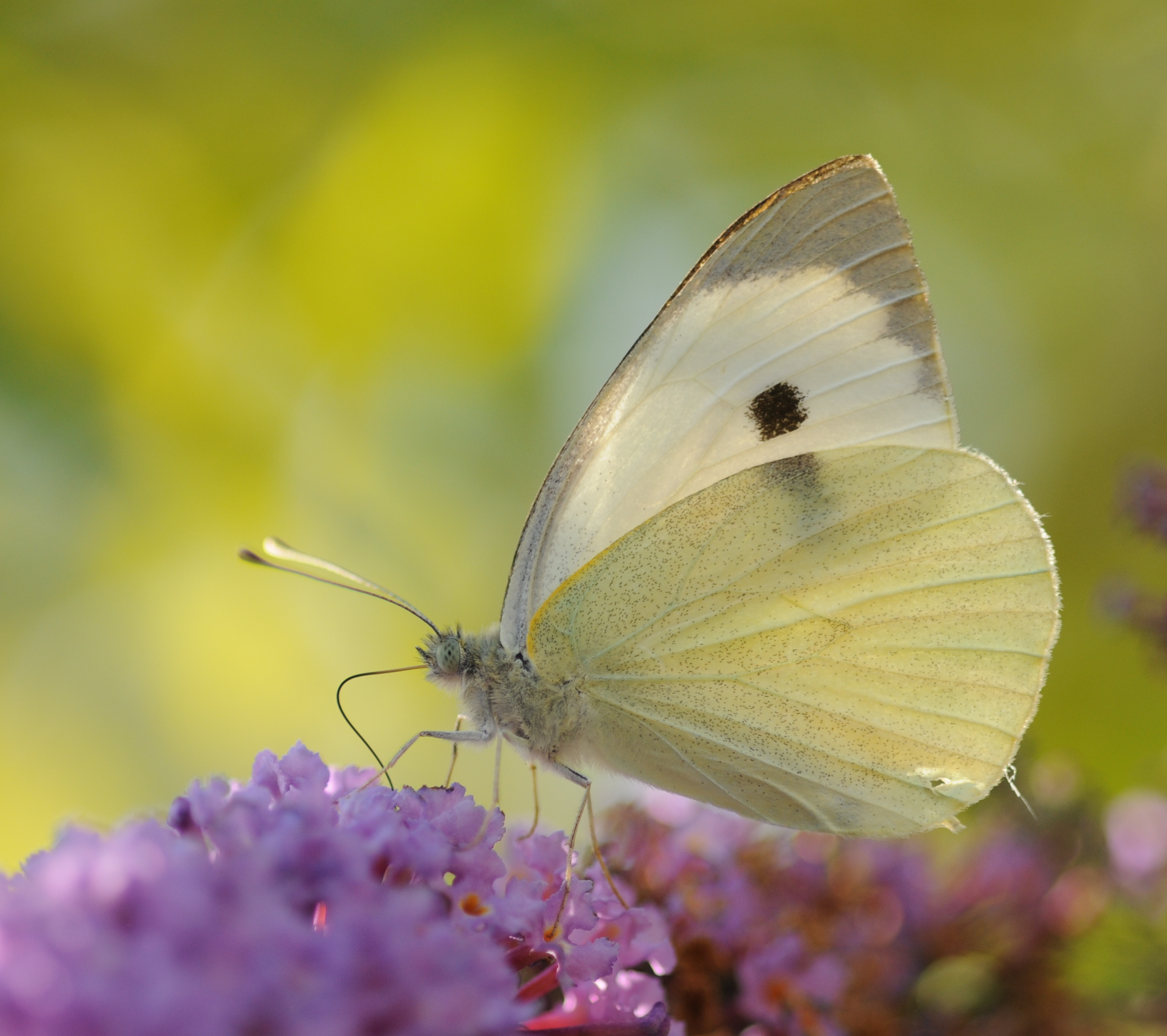
Pieris brassicae